# 澤列尼夫卡 (佩爾沃邁西基區)
49°20′42″N 36°18′25″E / 49.34500°N 36.30694°E
澤萊尼夫卡（烏克蘭語：Зеленівка）是位於烏克蘭東部的村莊，由哈爾科夫州洛佐瓦區的比利亞伊夫卡市鎮負責管轄。該村分別距離布拉采利夫卡1公里和奧列克西伊夫卡3公里，始建於1850年，面積0.22平方公里，海拔高度107米，2001年人口15。